# Couplets du toréador
Les Couplets du toréador sont le nom populaire de l'air « Votre toast, je peux vous le rendre » de l'opéra Carmen composé par Georges Bizet sur un livret d'Henri Meilhac et Ludovic Halévy. Cet air est chanté par le torero Escamillo lors de son entrée dans l'acte II. Les paroles décrivent diverses situations dans les arènes de combat de taureaux comme les acclamations de la foule et la célébrité qui accompagne la victoire. Le refrain, « Toréador, en garde », constitue la partie centrale du prélude à l'acte I de Carmen.

## Paroles
Votre toast, je peux vous le rendre

Señors, señors car avec les soldats

Oui, les toréros peuvent s'entendre.

Pour plaisirs, pour plaisirs

Ils ont les combats !

Le cirque est plein, c'est jour de fête !

Le cirque est plein du haut en bas.

Les spectateurs, perdant la tête,

Les spectateurs s'interpellent

À grand fracas !

Apostrophes, cris et tapage

Poussés jusques à la fureur !

Car c'est la fête du courage !

C'est la fête des gens de cœur !

Allons ! En garde !

Allons ! Allons ! Ah !

Toréador, en garde !

Toréador ! Toréador !

Et songe bien

Oui songe en combattant

Qu'un œil noir te regarde

Et que l'amour t'attend.

Toréador, l'amour, l'amour t'attend !

Tout d'un coup, on fait silence,

On fait silence... Ah ! que se passe-t-il ?

Plus de cris, c'est l'instant !

Plus de cris, c'est l'instant !

Le taureau s'élance

En bondissant hors du toril !

Il s'élance ! Il entre, il frappe !

Un cheval roule

Entraînant un picador

« Ah ! Bravo ! Toro ! » hurle la foule.

Le taureau va... il vient...

Il vient et frappe encore !

En secouant ses banderilles

Plein de fureur, il court !

Le cirque est plein de sang !

On se sauve... on franchit les grilles !

C'est ton tour maintenant !

Allons ! En garde ! Allons ! Allons ! Ah !

Toréador, en garde ! 

Toréador ! Toréador !

Et songe bien, oui, songe en combattant

Qu'un œil noir te regarde

Et que l'amour t'attend.

Toréador, l'amour, l'amour t'attend !

L'amour ! L'amour ! L'amour !

Toréador, Toréador, Toréador !